# Lajla Përnaska
Lajla Ylber Përnaska (ur. 14 czerwca 1961 w Tiranie) – deputowana do Zgromadzenia Albanii z ramienia Demokratycznej Partii Albanii w latach 2005-2013, wiceprzewodnicząca Europejskiej Partii Ludowej w latach 2006-2013.

## Życiorys
W latach 2005–2013 była deputowaną do Zgromadzenia Albanii z ramienia Demokratycznej Partii Albanii.
Od 23 stycznia 2006 do 29 września 2013 była wiceprzewodniczącą Europejskiej Partii Ludowej.
Biegle posługuje się językiem francuskim.